# Tony Hurt
Anthony John "Tony" Hurt (* 30. března 1946, Auckland, Nový Zéland) je bývalý novozélandský veslař.
Na Letních olympijských hrách 1972 v Mnichově se stal na osmě olympijským vítězem. O čtyři roky později na olympiádě v Montrealu získal na osmě bronzovou medaili.